# Креспо, Антонио
Антонио Креспо (исп. Antonio Crespo; 3 декабря 1851, Парана — 7 июля 1893, Буэнос-Айрес) — аргентинский политический деятель, мэр Буэнос-Айреса. По профессии врач-офтальмолог.
Изучал медицину в Буэнос-Айресе. В 1875 продолжил обучение в Европе. Вернувшись в Аргентину, стал профессором гигиены и офтальмологии. В 1879 стал председателем Аргентинского медицинского общества.
В 1887 был избран депутатом национального конгресса Аргентины от своей родной провинции Энтре-Риос. В том же году президент Мигель Хуарес Сельман назначил его мэром Буэнос-Айреса. На посту мэра принимал активное участие в строительстве улицы Авенида-де-Майо и Буэнос-Айресского зоопарка. В 1888 покинул кресло мэра, будучи избранным в сенат Аргентины. В честь Антонио Креспо назван район Вилья-Креспо в Буэнос-Айресе.